# Wilhelm Bergenthal

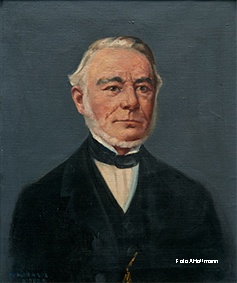
F. A. Wilhelm Bergenthal

Franz Anton Wilhelm Bergenthal (* 4. Februar 1805 in Warstein; † 28. April 1893 ebenda) war ein montanindustrieller Unternehmensgründer im westfälischen Raum.

## Leben
Die in Warstein seit längerem bestehende Kupferindustrie wurde von Bergenthal erworben, aber bereits in den 1830er Jahren aufgegeben. Auch die Gründung eines Betriebs zur Produktion von Metallgeräten misslang, und die Firma wurde verkauft. Aus ihr gingen die späteren Siepmann-Werke hervor.
Bergenthal begann 1834 zusammen mit seinem Schwager Ferdinand Gabriel mit dem Aufbau der Eisenwerke in Warstein. Als einer der ersten in Westfalen baute er seit 1836 ein Puddelwerk auf. Diesem wurden unter anderem ein Walzwerk und ein Stahlraffinierhammer angegliedert. Das Puddlingwerk der Gewerke Ferdinand Gabriel und Wilhelm Bergenthal erzeugte 1855 Eisengusswaren, Stabeisen, Achsen und anderes im Wert von 353303 Talern bei 309 Arbeitern.

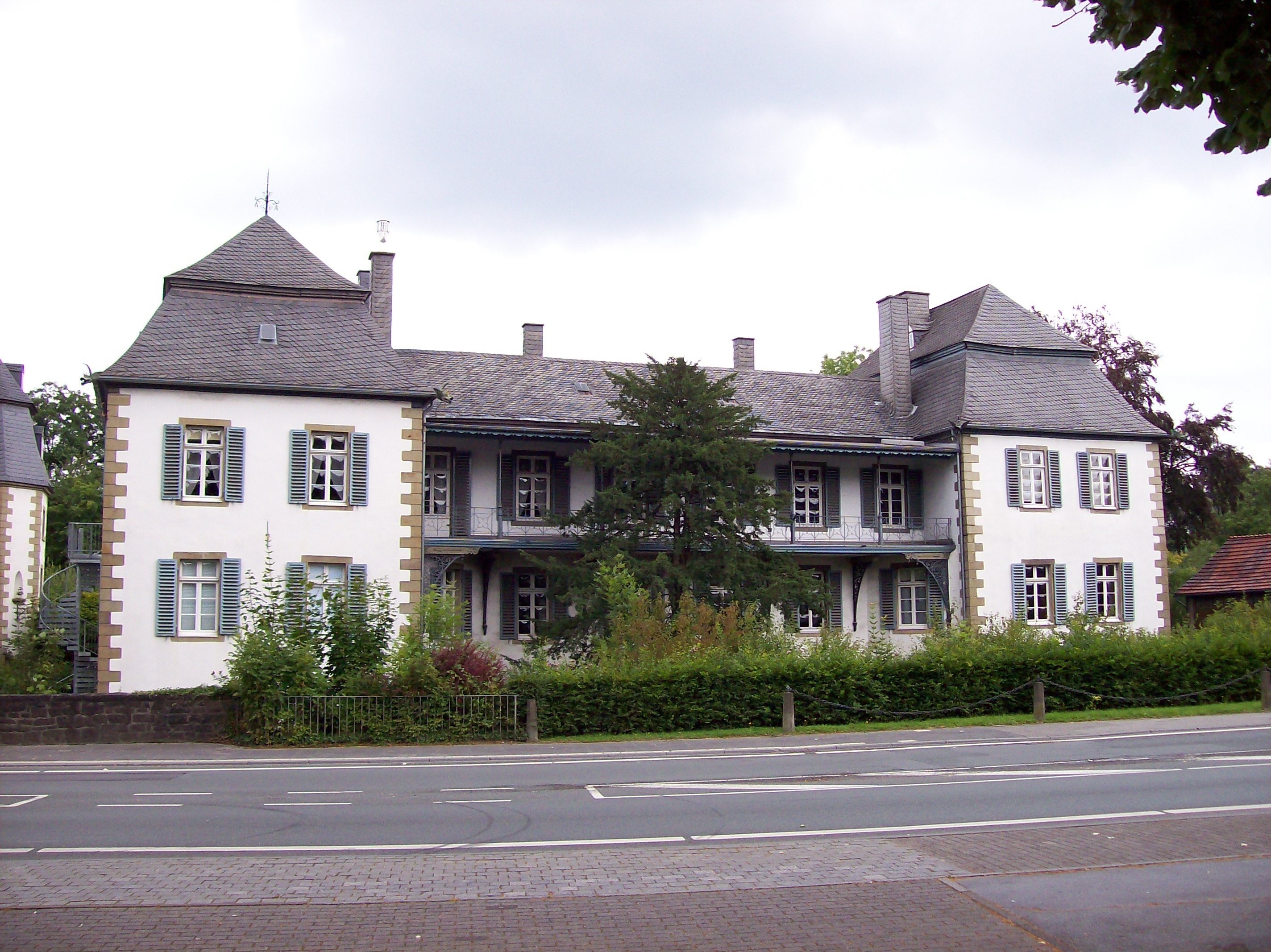
Haus Kupferhammer

Ohne wirklichen Bezugspunkt zu den politischen Ereignissen kam es zu Beginn der Revolution von 1848 zu gewalttätigen Auseinandersetzungen in Warstein um die Aufteilung von Gemeindebesitz. Bergenthal war dabei der Anführer einer Gruppe wohlhabender Bürger, die eine Teilung zu Gunsten einer breiteren Bevölkerungsgruppe verhindern wollte. Im selben Jahr hat Bergenthal das repräsentative Haus Kupferhammer erworben.
Wegen der schlechten Verkehrsverbindungen wurden das Puddelwerk und das Walzwerk in den 1860er Jahren nach Soest in die Nähe der Eisenbahn verlegt. In Warstein blieben vor allem die Hammerwerke und eine Achsfabrik bestehen.
Über sein eigenes Werk hinaus beteiligte sich Bergenthal an zahlreichen weiteren Unternehmungen. Im Jahr 1854 wurde er etwa Bevollmächtigter der Handlung und von dem eisengewerblichen Betrieb von Christoph Gabriel aus Eslohe. Im selben Jahr beteiligte er sich an der Gründung des Bochumer Vereins. Außerdem saß er seit den 1850er Jahren im Verwaltungsrat der Aktiengesellschaft für Bergbau, Blei- und Zinkfabrikation zu Stolberg und Westfalen. Er war Vorsitzender des Aufsichtsrates der Aplerbecker Hütte sowie Mitglied im Aufsichtsrat der Spinnerei Vorwärts in Bielefeld.
Im Jahr 1863 beteiligte sich Bergenthal an der Firma Funcke&Elbers in Hagen. Zwei Jahre später war er Mitbegründer der Werkzeugmaschinenfabrik Wagner in Dortmund.
Außerdem war Bergenthal maßgeblich an der Errichtung des Hochofenwerkes in Lenhausen (bei Finnentrop), der Germaniahütte in Grevenbrück sowie der Fischbacherhütte im Kreis Altenkirchen beteiligt.
Über seine direkte unternehmerische Tätigkeit hinaus war Bergenthal zwischen 1878 und 1884 Präsident der Handelskammer für die Kreise Arnsberg, Meschede und Brilon. Auch politisch engagierte er sich. Zuerst trat er bei der Ersatzwahl für den Norddeutschen Reichstag im März 1867 für das liberal-konservative Lager gegen den Kandidaten des katholischen Lagers Peter Reichensperger an und unterlag. Auch bei späteren Wahlen kandidierte er ohne Erfolg, so bei der Reichstagswahl 1878, einer Ersatzwahl für das preußische Abgeordnetenhaus 1884. oder bei der Reichstagswahl 1884.
Er war darüber hinaus 1881 maßgeblich an der Gründung der Warstein-Lippstädter Eisenbahn-Gesellschaft beteiligt und saß bei diesem Unternehmen im Vorstand beziehungsweise im Aufsichtsrat.
Im Jahr 1883 erhielt Bergenthal wegen seiner Verdienste den Titel eines Geheimen Kommerzienrates.
Bergenthal verstarb 1893 in seiner Heimatstadt Warstein im Alter von 88 Jahren.